# FaceBreaker
FaceBreaker (também intitulado como FaceBreaker K.O. Party na versão do Wii) é um jogo de video game de boxe para o PlayStation 3, Wii e Xbox 360, que foi primeiramente anunciado pela 1UP.com em 30 de janeiro de 2008. O jogo foi lançado em 4 de setembro de 2008.

## Jogabilidade
FaceBreaker possui um estilo artístico cartunesco (similar a jogos como Punch-Out!! e Ready 2 Rumble Boxing) e permite ao jogador quebrar a cara de seus oponentes, o jogo disponibiliza "deformação facial em tempo real". O jogo ainda disponibiliza a mesma tecnologia de captura facial utilizada em Tiger Woods PGA, onde os jogadores podem utilizar suas próprias imagens com o uso de periféricos como o Xbox Live Vision e o PlayStation Eye.

## Recepção
Notas dadas ao jogo por sites e revistas especializadas:
| Plataforma               | Agregador                          | Pontuação | Referências |
| ------------------------ | ---------------------------------- | --------- | ----------- |
| Xbox 360                 | Official Xbox Magazine             | 70        | .           |
| Xbox 360                 | GameTrailers                       | 62        | .           |
| PlayStation 3 e Xbox 360 | IGN                                | 50        | .           |
| Xbox 360                 | GameSpot                           | 35        | .           |
| PlayStation 3            | Playstation: The Official Magazine | 70        | .           |